# Луций Мамилий Витул
Лу́ций Мами́лий Виту́л (лат. Lucius Mamilius Vitulus; умер после 265 года до н. э.) — римский политический деятель из плебейского рода Мамилиев, консул 265 года до н. э.
Луций Мамилий занял консульскую должность первым из своего рода. Его коллега Квинт Фабий Максим Гургит погиб при осаде Вольсиний — последнего этрусского города, не подчинявшегося Риму. О деятельности Мамилия ничего не известно.
Квинт Мамилий Витул, консул 262 года до н. э., предположительно приходился Луцию братом или племянником.